# Lake Waynoka
Lake Waynoka é um lugar designado pelo censo localizado no condado de Brown no estado estadounidense de Ohio. No Censo de 2010 tinha uma população de 1.173 habitantes e uma densidade populacional de 94,31 pessoas por km².

## Geografia
Lake Waynoka encontra-se localizado nas coordenadas 38° 56′ 24″ N, 83° 46′ 50″ O. Segundo o Departamento do Censo dos Estados Unidos, Lake Waynoka tem uma superfície total de 12.44 km², da qual 11.09 km² correspondem a terra firme e (10.85%) 1.35 km² é água.

## Demografia
Segundo o censo de 2010, tinha 1.173 habitantes residindo em Lake Waynoka. A densidade populacional era de 94,31 hab./km². Dos 1.173 habitantes, Lake Waynoka estava composto pelo 98.64% brancos, o 0.68% eram afroamericanos, o 0% eram amerindios, o 0% eram asiáticos, o 0% eram insulares do Pacífico, o 0% eram de outras raças e o 0.68% pertenciam a duas ou mais raças. Do total da população o 0.77% eram hispanos ou latinos de qualquer raça.